# قفاقف (حديبو)

تعديل مصدري - تعديل

قفاقف هي إحدى قرى مديرية حديبو التابعة لمحافظة سقطرى، بلغ تعداد سكانها 347 نسمة حسب تعداد اليمن لعام 2004.